# بالیک‌لی (گوموش‌حاجی‌کوی)
بالیک‌لی (به ترکی استانبولی: Balıklı) یک منطقهٔ مسکونی در ترکیه است که در گوموش‌حاجی‌کوی واقع شده‌است.